# Ava Holmgren
Ava Holmgren, née le 22 mai 2005 à Oro-Medonte, est une coureuse cycliste canadienne. Elle court sur route, en cyclo-cross et en VTT.

## Biographie
Ava Holmgren commence le cyclisme à l'âge de neuf ans, tout comme sa sœur jumelle Isabella. Leur frère aîné Gunnar (né en 1999) est également cycliste et se spécialise dans les courses de VTT et de cyclo-cross. 
Chez les juniors (17/18 ans), elle court sur route et en VTT, mais c'est en cyclo-cross où elle obtient les meilleurs résultats. En 2021, elle remporte plusieurs courses juniors aux États-Unis et en décembre de la même année, elle devient championne panaméricaine de cyclo-cross juniors. En 2022 et 2023, elle fait partie du programme de Stimulus Orbea, une équipe canadienne de soutien aux jeunes cyclistes, fondée par ses parents. . 
Au cours de la saison 2022-2023, elle devient chez les élites championne du Canada de cyclo-cross alors qu'elle pourrait courir chez les juniors. Aux championnats panaméricains juniors, elle conserve avec succès son titre de l’année précédente. Sur la Coupe du monde de cyclo-cross juniors, après deux troisièmes places, elle remporte la dernière manche de la saison à Besançon. En fin de saison, elle termine deuxième des mondiaux de cyclo-cross derrière sa sœur jumelle Isabella. Il s'agit des premières médailles pour le Canada en 70 ans d'histoire des championnats du monde de cyclo-cross. Sur la route, avec l'équipe nationale, elle participe en 2022 et 2023 à plusieurs reprises à des courses de la Coupe des Nations Femmes Juniors. En novembre 2023, elle devient à nouveau championne du Canada de cyclo-cross.
En 2024, les deux sœurs Holmgren rejoignent l'équipe professionnelle Lidl-Trek et annoncent se concentrer davantage sur le cyclisme sur route. Lors du Tour de Normandie féminin 2024, elle rate de peu sa première victoire en tant que cycliste professionnelle en terminant deuxième de la dernière étape.

## Palmarès en cyclo-cross
- 2021-2022
  -  Championne panaméricaine de cyclo-cross juniors
  - Trek Cup juniors, Waterloo
  - USCX Cyclocross Series juniors #7, Mason
  - New England Cyclocross Series juniors #2 - The Northampton International Day 2, Northampton
  - North Carolina Grand Prix Day juniors #1, Hendersonville
  - Hexia cyclocross Gullegem juniors, Wevelgem
  - 2e du X²O Badkamers Trofee juniors
  - 7e du championnat du monde de cyclo-cross juniors
- 2022-2023
  -  Championne panaméricaine de cyclo-cross juniors
  -  Championne du Canada de cyclo-cross
  - USCX Cyclocross Series juniors #3, Rochester
  - USCX Cyclocross Series juniors #4, Rochester
  - Trek Cup juniors, Waterloo
  - Coupe du monde de cyclo-cross juniors #5, Besançon
  -  Médaillée d'argent du championnat du monde de cyclo-cross juniors
  - 2e de la Coupe du monde de cyclo-cross juniors
  - 2e du X²O Badkamers Trofee juniors
  - 9e de l'USCX Cyclocross Series juniors
- 2023-2024
  -  Championne du Canada de cyclo-cross
  -  Médaillée d'argent du championnat panaméricain de cyclo-cross espoirs

## Palmarès en VTT

### Championnats du monde
- Pal Arinsal 2024
  -  Médaillée de bronze du cross-country short track espoirs
  - 7e du cross-country espoirs

## Palmarès sur route

### Par années
- 2022
  - 3e du championnat du Canada du contre-la-montre juniors
- 2024
  - 4e du championnat du monde sur route espoirs
- 2025
  -  Championne du Canada du contre-la-montre espoirs

### Classements mondiaux
| Année                                 | 2024 |
| ------------------------------------- | ---- |
| Classement UCI                        | 282e |
|                                       |      |
| Légende : nc = non classéSource : UCI |      |